# منعم سليمان عطرون
منعم سليمان عطرون كاتب وباحث ومفكر سوداني، ومدافع عن حقوق الإنسان. ولد في 24 ديسمبر 1978 بولاية جنوب دارفور غرب السودان. وهو رئيس ومؤسس مركز دراسات السودان المعاصر. تخرج من كلية الاقتصاد - الدراسات الاجتماعية في جامعة الخرطوم سنة 2001.
منعم سليمان ذو توجه أفريقاني؛ ومن آرائه عودة السودان إلى أفريقيا ذهنياً؛ وفي سنة 2007 م طالب بإلغاء عضوية السودان من جامعة الدول العربية.
اعتقلته السلطات المصرية سنة 2012 بسبب آرائه واتهامه لمصر بدعم نظام الحكم في السودان مقابل السكوت عن حصة السودان في مياه النيل. ودعى مصر إلى إعلان الاعتراف بايلولة حضارة وادي النيل للأفارقة كحق معنوي لسكان القارة.